# Соломон Грънди
Соломон Грънди (на английски: Solomon Grundy) е измислен персонаж, суперзлодей от ДиСи Комикс. Базиран на детския престъпник от 19 век. Той е враг на първия Зелен Фенер (Алан Скот). Също така е ѝ враг на Батман и Супермен. Първата му поява е в All-American Comics#61 през октомври 1944 г. Негови създатели са Алфред Бестър и Пол Райнман. Първата му поява е в Предизвикателството на СуперПриятелите. Представен е като част от екипа Легионът на Обречените, чието лидер е Лекс Лутор. Озвучава се от Джими Уелдън. Мики Мортън го играе в Легенда за Супергероите през 1979 г. В анимационната Вселена на ДиСи е озвучен от Марк Хамил (който също така озвучава и Жокера), по-късно от Брус Тим. В Батман (The Batman) се озвучава от Кевин Гревиокс. В Батман Смели и Предприемчиви се озвучава от Дайдрик Бейдър.